# Poa paramoensis
Poa paramoensis là một loài cỏ thuộc họ Poaceae.
Loài này chỉ có ở Ecuador.